# Équipe d'Équateur de football à la Coupe du monde 2022
Cet article relate le parcours de l’équipe d'Équateur de football lors de la Coupe du monde organisée au Qatar du 20 novembre au 18 décembre 2022.

## Qualifications
| Rang | Équipe    | Pts | J  | G  | N | P  | Bp | Bc | Diff |  | Résultats (▼ dom., ► ext.) |     |      |     |     |     |     |     |     |     |     |
| ---- | --------- | --- | -- | -- | - | -- | -- | -- | ---- |  | -------------------------- | --- | ---- | --- | --- | --- | --- | --- | --- | --- | --- |
| 1    | Brésil    | 45  | 17 | 14 | 3 | 0  | 40 | 5  | +35  |  | Brésil                     |     | SUSP | 4-1 | 2-0 | 2-0 | 1-0 | 4-0 | 4-0 | 5-0 | 1-0 |
| 2    | Argentine | 39  | 17 | 11 | 6 | 0  | 27 | 8  | +19  |  | Argentine                  | 0-0 |      | 3-0 | 1-0 | 1-0 | 1-0 | 1-1 | 1-1 | 3-0 | 3-0 |
| 3    | Uruguay   | 28  | 18 | 8  | 4 | 6  | 22 | 22 | 0    |  | Uruguay                    | 0-2 | 0-1  |     | 1-0 | 1-0 | 0-0 | 2-1 | 0-0 | 4-2 | 4-1 |
| 4    | Équateur  | 26  | 18 | 7  | 5 | 6  | 27 | 19 | +8   |  | Équateur                   | 1-1 | 1-1  | 4-2 |     | 1-2 | 6-1 | 0-0 | 2-0 | 3-0 | 1-0 |
| 5    | Pérou     | 24  | 18 | 7  | 3 | 8  | 19 | 22 | -3   |  | Pérou                      | 2-4 | 0-2  | 1-1 | 1-1 |     | 0-3 | 2-0 | 2-0 | 3-0 | 1-0 |
| 6    | Colombie  | 23  | 18 | 5  | 8 | 5  | 20 | 19 | +1   |  | Colombie                   | 0-0 | 2-2  | 0-3 | 0-0 | 0-1 |     | 3-1 | 0-0 | 3-0 | 3-0 |
| 7    | Chili     | 19  | 18 | 5  | 4 | 9  | 19 | 26 | -7   |  | Chili                      | 0-1 | 1-2  | 0-2 | 0-2 | 2-0 | 2-2 |     | 2-0 | 1-1 | 3-0 |
| 8    | Paraguay  | 16  | 18 | 3  | 7 | 8  | 12 | 26 | -14  |  | Paraguay                   | 0-2 | 0-0  | 0-1 | 3-1 | 2-2 | 1-1 | 0-1 |     | 2-2 | 2-1 |
| 9    | Bolivie   | 15  | 18 | 4  | 3 | 11 | 23 | 42 | -19  |  | Bolivie                    | 0-4 | 1-2  | 3-0 | 2-3 | 1-0 | 1-1 | 2-3 | 4-0 |     | 3-1 |
| 10   | Venezuela | 10  | 18 | 3  | 1 | 14 | 14 | 34 | -20  |  | Venezuela                  | 1-3 | 1-3  | 0-0 | 2-1 | 1-2 | 0-1 | 2-1 | 0-1 | 4-1 |     |

| 1er match                    | Argentine                  | 1 - 0   | Équateur     |                                                                      |                                                                      |
| 8 octobre 2020 21h30 (UTC-3) | Messi 13e (pen.)           | (1 - 0) |              | La Bombonera, Buenos Aires Spectateurs : 0 Arbitrage : Roberto Tobar | La Bombonera, Buenos Aires Spectateurs : 0 Arbitrage : Roberto Tobar |
| 8 octobre 2020 21h30 (UTC-3) | Paredes 21e · Otamendi 78e | Rapport | 43e Valencia | La Bombonera, Buenos Aires Spectateurs : 0 Arbitrage : Roberto Tobar | La Bombonera, Buenos Aires Spectateurs : 0 Arbitrage : Roberto Tobar |

| 2e match                      | Équateur                                    | 4 - 2   | Uruguay                        |                                                                                        |                                                                                        |
| 13 octobre 2020 16h00 (UTC-5) | Caicedo 15e · Estrada 45+4e 52e · Plata 75e | (2 - 0) | 84e (pen.) 90+5e (pen.) Suárez | Stade de Liga Deportiva Universitaria, Quito Spectateurs : 0 Arbitrage : Wilmar Roldán | Stade de Liga Deportiva Universitaria, Quito Spectateurs : 0 Arbitrage : Wilmar Roldán |
| 13 octobre 2020 16h00 (UTC-5) | Gruezo 37e · Palacios 83e                   | Rapport |                                | Stade de Liga Deportiva Universitaria, Quito Spectateurs : 0 Arbitrage : Wilmar Roldán | Stade de Liga Deportiva Universitaria, Quito Spectateurs : 0 Arbitrage : Wilmar Roldán |

| 3e match                       | Bolivie                  | 2 - 3   | Équateur                                      |                                                                           |                                                                           |
| 12 novembre 2020 16h00 (UTC-4) | Arce 37e · Moreno 60e    | (1 - 0) | 46e B. Caicedo · 55e Mena · 88e (pen.) Gruezo | Estadio Hernando Siles, La Paz Spectateurs : 0 Arbitrage : Wilton Sampaio | Estadio Hernando Siles, La Paz Spectateurs : 0 Arbitrage : Wilton Sampaio |
| 12 novembre 2020 16h00 (UTC-4) | Jusino 19e · Montero 78e | Rapport | 45e M. Caicedo · 45+2e Gruezo                 | Estadio Hernando Siles, La Paz Spectateurs : 0 Arbitrage : Wilton Sampaio | Estadio Hernando Siles, La Paz Spectateurs : 0 Arbitrage : Wilton Sampaio |

| 4e match                       | Équateur                                                                        | 6 - 1   | Colombie                                                        |                                                                                           |                                                                                           |
| 17 novembre 2020 16h00 (UTC-5) | Arboleda 7e · Mena 9e · Estrada 32e · Arreaga 39e · Plata 78e · Estupiñán 90+1e | (4 - 1) | 45+1e (pen.) Rodríguez                                          | Stade de Liga Deportiva Universitaria, Quito Spectateurs : 0 Arbitrage : Jesús Valenzuela | Stade de Liga Deportiva Universitaria, Quito Spectateurs : 0 Arbitrage : Jesús Valenzuela |
| 17 novembre 2020 16h00 (UTC-5) | Ibarra 45+3e · Perlaza 51e · Plata 60e, 80e · Méndez 69e                        | Rapport | 13e Lerma · 54e Murillo · 66e Cuadrado · 86e Suárez · 90e Fabra | Stade de Liga Deportiva Universitaria, Quito Spectateurs : 0 Arbitrage : Jesús Valenzuela | Stade de Liga Deportiva Universitaria, Quito Spectateurs : 0 Arbitrage : Jesús Valenzuela |

| 5e match                  | Brésil                                | 2 - 0   | Équateur                                                                  |                                                                                      |                                                                                      |
| 4 juin 2021 21h30 (UTC-3) | Richarlison 65e · Neymar 90+4e (pen.) | (0 - 0) |                                                                           | Estádio José Pinheiro Borda, Porto Alegre Spectateurs : 0 Arbitrage : Alexis Herrera | Estádio José Pinheiro Borda, Porto Alegre Spectateurs : 0 Arbitrage : Alexis Herrera |
| 4 juin 2021 21h30 (UTC-3) | Fred 37e · Militão 73e                | Rapport | 27e Ángelo Preciado · 55e Valencia · 69e Eduar Preciado · 90+2e Domínguez | Estádio José Pinheiro Borda, Porto Alegre Spectateurs : 0 Arbitrage : Alexis Herrera | Estádio José Pinheiro Borda, Porto Alegre Spectateurs : 0 Arbitrage : Alexis Herrera |

| 6e match                  | Équateur                    | 1 - 2   | Pérou                                       |                                                                                           |                                                                                           |
| 8 juin 2021 16h00 (UTC-5) | Plata 90+2e                 | (0 - 0) | 62e Cueva · 88e Advíncula                   | Stade de Liga Deportiva Universitaria, Quito Spectateurs : 0 Arbitrage : Esteban Ostojich | Stade de Liga Deportiva Universitaria, Quito Spectateurs : 0 Arbitrage : Esteban Ostojich |
| 8 juin 2021 16h00 (UTC-5) | Caicedo 27e · Domínguez 78e | Rapport | 21e Advíncula · 25e Lapadula · 90+3e Aquino | Stade de Liga Deportiva Universitaria, Quito Spectateurs : 0 Arbitrage : Esteban Ostojich | Stade de Liga Deportiva Universitaria, Quito Spectateurs : 0 Arbitrage : Esteban Ostojich |

| 7e match                       | Équateur                                  | 2 - 0   | Paraguay               |                                                                                              |                                                                                              |
| 2 septembre 2021 16h00 (UTC-5) | Torres 88e · Estrada 90+5e                | (0 - 0) |                        | Stade de Liga Deportiva Universitaria, Quito Spectateurs : 12 000 Arbitrage : Andrés Matonte | Stade de Liga Deportiva Universitaria, Quito Spectateurs : 12 000 Arbitrage : Andrés Matonte |
| 2 septembre 2021 16h00 (UTC-5) | Estupinan 35e · Rojas 56e · Estrada 90+6e | Rapport | 38e Morel · 67e Alonso | Stade de Liga Deportiva Universitaria, Quito Spectateurs : 12 000 Arbitrage : Andrés Matonte | Stade de Liga Deportiva Universitaria, Quito Spectateurs : 12 000 Arbitrage : Andrés Matonte |

| 8e match                       | Équateur                   | 0 - 0   | Chili                             |                                                                                   |                                                                                   |
| 5 septembre 2021 16h00 (UTC-5) |                            | (0 - 0) |                                   | Estadio Rodrigo Paz Delgado, Quito Spectateurs : 12 000 Arbitrage : Facundo Tello | Estadio Rodrigo Paz Delgado, Quito Spectateurs : 12 000 Arbitrage : Facundo Tello |
| 5 septembre 2021 16h00 (UTC-5) | Valencia 21e · Sornoza 63e | Rapport | 13e Vegas · 58e Roco · 71e Vargas | Estadio Rodrigo Paz Delgado, Quito Spectateurs : 12 000 Arbitrage : Facundo Tello | Estadio Rodrigo Paz Delgado, Quito Spectateurs : 12 000 Arbitrage : Facundo Tello |

| 9e match                       | Uruguay                    | 1 - 0   | Équateur     |                                                                                         |                                                                                         |
| 9 septembre 2021 19h30 (UTC-3) | Pereiro 90+2e              | (0 - 0) |              | Estadio Campeón del Siglo, Montevideo Spectateurs : 15 000 Arbitrage : Anderson Daronco | Estadio Campeón del Siglo, Montevideo Spectateurs : 15 000 Arbitrage : Anderson Daronco |
| 9 septembre 2021 19h30 (UTC-3) | Bentancur 66e · Nández 76e | Rapport | 59e Castillo | Estadio Campeón del Siglo, Montevideo Spectateurs : 15 000 Arbitrage : Anderson Daronco | Estadio Campeón del Siglo, Montevideo Spectateurs : 15 000 Arbitrage : Anderson Daronco |

| 10e match                    | Équateur                       | 3 - 0   | Bolivie |                                                                                                  |                                                                                                  |
| 7 octobre 2021 19h30 (UTC-5) | Estrada 13e · Valencia 17e 19e | (3 - 0) |         | Estadio Monumental Isidro Romero Carbo, Guayaquil Spectateurs : 16 000 Arbitrage : Wilmar Roldán | Estadio Monumental Isidro Romero Carbo, Guayaquil Spectateurs : 16 000 Arbitrage : Wilmar Roldán |
| 7 octobre 2021 19h30 (UTC-5) | Rapport                        |         |         | Estadio Monumental Isidro Romero Carbo, Guayaquil Spectateurs : 16 000 Arbitrage : Wilmar Roldán | Estadio Monumental Isidro Romero Carbo, Guayaquil Spectateurs : 16 000 Arbitrage : Wilmar Roldán |

| 11e match                     | Venezuela                                                       | 2 - 1   | Équateur              |                                                                         |                                                                         |
| 10 octobre 2021 16h30 (UTC-4) | Machís 45+1e · Bello 64e                                        | (1 - 0) | 37e (pen.) Valencia   | Estadio Olímpico, Caracas Spectateurs : 10 000 Arbitrage : Andrés Cunha | Estadio Olímpico, Caracas Spectateurs : 10 000 Arbitrage : Andrés Cunha |
| 10 octobre 2021 16h30 (UTC-4) | Rincón 45+4e · Moreno 87e · Aristeguieta 90+4e · Martínez 90+6e | Rapport | 63e Mena · 85e Torres | Estadio Olímpico, Caracas Spectateurs : 10 000 Arbitrage : Andrés Cunha | Estadio Olímpico, Caracas Spectateurs : 10 000 Arbitrage : Andrés Cunha |

| 12e match                     | Colombie | 0 - 0   | Équateur                 |                                                                                                |                                                                                                |
| 14 octobre 2021 16h00 (UTC-5) |          | (0 - 0) |                          | Stade Metropolitano Roberto Meléndez, Barranquilla Spectateurs : 35 000 Arbitrage : Diego Haro | Stade Metropolitano Roberto Meléndez, Barranquilla Spectateurs : 35 000 Arbitrage : Diego Haro |
| 14 octobre 2021 16h00 (UTC-5) |          | Rapport | 54e Estupiñán · 78e Mena | Stade Metropolitano Roberto Meléndez, Barranquilla Spectateurs : 35 000 Arbitrage : Diego Haro | Stade Metropolitano Roberto Meléndez, Barranquilla Spectateurs : 35 000 Arbitrage : Diego Haro |

| 13e match                      | Équateur     | 1 - 0   | Venezuela                                                      |                                                                                                  |                                                                                                  |
| 11 novembre 2021 16h00 (UTC-5) | Hincapié 41e | (1 - 0) |                                                                | Stade de Liga Deportiva Universitaria, Quito Spectateurs : 25 000 Arbitrage : Christian Ferreyra | Stade de Liga Deportiva Universitaria, Quito Spectateurs : 25 000 Arbitrage : Christian Ferreyra |
| 11 novembre 2021 16h00 (UTC-5) | Plata 22e    | Rapport | 16e Ramírez · 25e José Andrés Martínez · 45+2e Adrián Martínez | Stade de Liga Deportiva Universitaria, Quito Spectateurs : 25 000 Arbitrage : Christian Ferreyra | Stade de Liga Deportiva Universitaria, Quito Spectateurs : 25 000 Arbitrage : Christian Ferreyra |

| 14e match                      | Chili                   | 0 - 2   | Équateur                        |                                                                                               |                                                                                               |
| 16 novembre 2021 21h15 (UTC-3) |                         | (0 - 1) | 9e Estupiñán · 90+3e M. Caicedo | Estadio San Carlos de Apoquindo, Santiago Spectateurs : 12 000 Arbitrage : Fernando Rapallini | Estadio San Carlos de Apoquindo, Santiago Spectateurs : 12 000 Arbitrage : Fernando Rapallini |
| 16 novembre 2021 21h15 (UTC-3) | Vidal 14e · Meneses 55e | Rapport | 26e Castillo · 45+2e Franco     | Estadio San Carlos de Apoquindo, Santiago Spectateurs : 12 000 Arbitrage : Fernando Rapallini | Estadio San Carlos de Apoquindo, Santiago Spectateurs : 12 000 Arbitrage : Fernando Rapallini |

| 15e match                     | Équateur                                   | 1 - 1   | Brésil                                                       |                                                                                             |                                                                                             |
| 27 janvier 2022 16h00 (UTC-5) | Torres 75e                                 | (0 - 1) | 6e Casemiro                                                  | Stade de Liga Deportiva Universitaria, Quito Spectateurs : 17 992 Arbitrage : Wilmar Roldán | Stade de Liga Deportiva Universitaria, Quito Spectateurs : 17 992 Arbitrage : Wilmar Roldán |
| 27 janvier 2022 16h00 (UTC-5) | Domínguez 15e · Valencia 70e · Caicedo 78e | Rapport | 1e, 20e Emerson · 31e Alisson · 42e Raphinha · 45+2e Militão | Stade de Liga Deportiva Universitaria, Quito Spectateurs : 17 992 Arbitrage : Wilmar Roldán | Stade de Liga Deportiva Universitaria, Quito Spectateurs : 17 992 Arbitrage : Wilmar Roldán |

| 16e match                      | Pérou                        | 1 - 1   | Équateur                                |                                                                        |                                                                        |
| 1er février 2022 21h00 (UTC-5) | Flores 69e                   | (0 - 1) | 2e Estrada                              | Estadio Nacional, Lima Spectateurs : 28 000 Arbitrage : Wilton Sampaio | Estadio Nacional, Lima Spectateurs : 28 000 Arbitrage : Wilton Sampaio |
| 1er février 2022 21h00 (UTC-5) | García 34e · Advíncula 45+1e | Rapport | 28e Franco · 38e M. Caicedo · 63e Plata | Estadio Nacional, Lima Spectateurs : 28 000 Arbitrage : Wilton Sampaio | Estadio Nacional, Lima Spectateurs : 28 000 Arbitrage : Wilton Sampaio |

| 17e match                  | Paraguay                                                                  | 3 - 1   | Équateur                  |                                                                      |                                                                      |
| 24 mars 2022 20h30 (UTC-3) | Morales 10e · Hincapié 45+6e (csc) · Almirón 54e                          | (3 - 0) | 85e (pen.) Caicedo        | Estadio Antonio Aranda, Ciudad del Este Arbitrage : Jesús Valenzuela | Estadio Antonio Aranda, Ciudad del Este Arbitrage : Jesús Valenzuela |
| 24 mars 2022 20h30 (UTC-3) | Almirón 32e · Riveros 39e, 88e · Cubas 43e · Gómez 81e · Villasanti 90+1e | Rapport | 53e Valencia · 72e Torres | Estadio Antonio Aranda, Ciudad del Este Arbitrage : Jesús Valenzuela | Estadio Antonio Aranda, Ciudad del Este Arbitrage : Jesús Valenzuela |

| 18e match                  | Équateur                                                             | 1 - 1   | Argentine                                          |                                                         |                                                         |
| 29 mars 2022 18h30 (UTC-5) | Valencia 90+3e                                                       | (0 - 1) | 24e Álvarez                                        | Estadio Monumental, Guayaquil Arbitrage : Raphael Claus | Estadio Monumental, Guayaquil Arbitrage : Raphael Claus |
| 29 mars 2022 18h30 (UTC-5) | Castillo 37e · Caicedo 49e · Franco 56e · Estrada 68e · Hincapié 80e | Rapport | 18e Mac Allister · 68e Otamendi · 90+1e Tagliafico | Estadio Monumental, Guayaquil Arbitrage : Raphael Claus | Estadio Monumental, Guayaquil Arbitrage : Raphael Claus |

## Préparation

### Matchs de préparation à la Coupe du monde
Liste détaillée des matches de l'Équateur depuis sa qualification à la Coupe du monde :

#### Match amicaux
| 1er match                 | Équateur      | 1 - 0   | Nigeria |                                                                           |                                                                           |
| 2 juin 2022 20h30 (UTC-4) | Estupiñán 3e  | (1 - 0) |         | Red Bull Arena, New York Spectateurs : 25 000 Arbitrage : Ricardo Montero | Red Bull Arena, New York Spectateurs : 25 000 Arbitrage : Ricardo Montero |
| 2 juin 2022 20h30 (UTC-4) | Domínguez 80e | Rapport |         | Red Bull Arena, New York Spectateurs : 25 000 Arbitrage : Ricardo Montero | Red Bull Arena, New York Spectateurs : 25 000 Arbitrage : Ricardo Montero |

| 2e match                  | Mexique                                | 0 - 0   | Équateur                                 |                                                                        |                                                                        |
| 5 juin 2022 18h30 (UTC-5) |                                        | (0 - 0) |                                          | Soldier Field, Chicago Spectateurs : 61 500 Arbitrage : Oliver Vergara | Soldier Field, Chicago Spectateurs : 61 500 Arbitrage : Oliver Vergara |
| 5 juin 2022 18h30 (UTC-5) | Guardado 28e · Vega 47e · Gallardo 66e | Rapport | 34e Gruezo · 41e Cifuentes · 60e Caicedo | Soldier Field, Chicago Spectateurs : 61 500 Arbitrage : Oliver Vergara | Soldier Field, Chicago Spectateurs : 61 500 Arbitrage : Oliver Vergara |

| 3e match                   | Équateur           | 1 - 0   | Cap-Vert                             |                                                                                  |                                                                                  |
| 11 juin 2022 20h00 (UTC-4) | Caicedo 38e (pen.) | (1 - 0) |                                      | Drive Pink Stadium, Fort Lauderdale Spectateurs : 4 950 Arbitrage : Moeth Gaymes | Drive Pink Stadium, Fort Lauderdale Spectateurs : 4 950 Arbitrage : Moeth Gaymes |
| 11 juin 2022 20h00 (UTC-4) | Valencia 80e       | Rapport | 43e Furtado · 62e Bebé · 80e Pereira | Drive Pink Stadium, Fort Lauderdale Spectateurs : 4 950 Arbitrage : Moeth Gaymes | Drive Pink Stadium, Fort Lauderdale Spectateurs : 4 950 Arbitrage : Moeth Gaymes |

| 4e match                        | Arabie saoudite               | 0 - 0   | Équateur      |                                                                               |                                                                               |
| 23 septembre 2022 20h00 (UTC+3) |                               | (0 - 0) |               | Stade international du Roi-Fahd, Riyad Spectateurs : 0 Arbitrage : Ivan Bebek | Stade international du Roi-Fahd, Riyad Spectateurs : 0 Arbitrage : Ivan Bebek |
| 23 septembre 2022 20h00 (UTC+3) | Al-Najei 45e · Al-Bulaihi 90e | Rapport | 50e Estupiñán | Stade international du Roi-Fahd, Riyad Spectateurs : 0 Arbitrage : Ivan Bebek | Stade international du Roi-Fahd, Riyad Spectateurs : 0 Arbitrage : Ivan Bebek |

| 5e match                      | Japon | 0 - 0   | Équateur                 |                                                                                 |                                                                                 |
| 27 septembre 2022 13h55 UTC+2 |       | (0 - 0) |                          | Merkur Spiel-Arena, Düsseldorf Spectateurs : 4 321 Arbitrage : Sascha Stegemann | Merkur Spiel-Arena, Düsseldorf Spectateurs : 4 321 Arbitrage : Sascha Stegemann |
| 27 septembre 2022 13h55 UTC+2 |       | Rapport | 6e Castillo · 78e Méndez | Merkur Spiel-Arena, Düsseldorf Spectateurs : 4 321 Arbitrage : Sascha Stegemann | Merkur Spiel-Arena, Düsseldorf Spectateurs : 4 321 Arbitrage : Sascha Stegemann |

## Effectif
L'effectif de l'Équateur sera dévoilé le 14 novembre.
| Numéro / Nom       | Numéro / Nom        | Club                    | Date de naissance et âge*  | J.              | Buts            |                 |                 |                 |
| Gardiens de but    | Gardiens de but     | Gardiens de but         | Gardiens de but            | Gardiens de but | Gardiens de but | Gardiens de but | Gardiens de but | Gardiens de but |
| ------------------ | ------------------- | ----------------------- | -------------------------- | --------------- | --------------- | --------------- | --------------- | --------------- |
| 01                 | Hernán Galíndez     | SD Aucas                | 30 mars 1987 (35 ans)      | 1               | 0               | 1               | 0               | 0               |
| 12                 | Moisés Ramírez      | Independiente del Valle | 9 septembre 2000 (22 ans)  | 0               | 0               | 0               | 0               | 0               |
| 22                 | Alexander Domínguez | LDU Quito               | 5 juin 1987 (35 ans)       | 0               | 0               | 0               | 0               | 0               |
| Défenseurs         |                     |                         |                            |                 |                 |                 |                 |                 |
| 02                 | Félix Torres        | Santos Laguna           | 11 janvier 1997 (25 ans)   | 1               | 0               | 0               | 0               | 0               |
| 03                 | Piero Hincapié      | Bayer Leverkusen        | 9 janvier 2002 (20 ans)    | 1               | 0               | 0               | 0               | 0               |
| 04                 | Robert Arboleda     | São Paulo FC            | 22 octobre 1991 (31 ans)   | 0               | 0               | 0               | 0               | 0               |
| 06                 | William Pacho       | Royal Antwerp           | 16 octobre 2001 (21 ans)   | 0               | 0               | 0               | 0               | 0               |
| 07                 | Pervis Estupiñán    | Brighton & Hove Albion  | 21 janvier 1998 (24 ans)   | 1               | 0               | 0               | 0               | 0               |
| 14                 | Xavier Arreaga      | Sounders de Seattle     | 28 septembre 1994 (28 ans) | 0               | 0               | 0               | 0               | 0               |
| 17                 | Ángelo Preciado     | KRC Genk                | 18 février 1998 (24 ans)   | 1               | 0               | 0               | 0               | 0               |
| 18                 | Diego Palacios      | Los Angeles FC          | 12 juillet 1999 (23 ans)   | 0               | 0               | 0               | 0               | 0               |
| 25                 | Jackson Porozo      | ES Troyes AC            | 4 août 2000 (22 ans)       | 0               | 0               | 0               | 0               | 0               |
| Milieux de terrain |                     |                         |                            |                 |                 |                 |                 |                 |
| 05                 | José Cifuentes      | Los Angeles FC          | 12 mars 1999 (23 ans)      | 1               | 0               | 0               | 0               | 0               |
| 08                 | Carlos Gruezo       | FC Augsbourg            | 19 avril 1995 (27 ans)     | 0               | 0               | 0               | 0               | 0               |
| 09                 | Ayrton Preciado     | Santos Laguna           | 17 juillet 1994 (28 ans)   | 0               | 0               | 0               | 0               | 0               |
| 10                 | Romario Ibarra      | CF Pachuca              | 24 septembre 1994 (28 ans) | 1               | 0               | 0               | 0               | 0               |
| 15                 | Angel Mena          | Club León               | 21 janvier 1988 (34 ans)   | 0               | 0               | 0               | 0               | 0               |
| 16                 | Jeremy Sarmiento    | Brighton & Hove Albion  | 16 juin 2002 (20 ans)      | 1               | 0               | 0               | 0               | 0               |
| 19                 | Gonzalo Plata       | Real Valladolid         | 1er novembre 2000 (22 ans) | 1               | 0               | 0               | 0               | 0               |
| 20                 | Jhegson Méndez      | Los Angeles FC          | 26 avril 1997 (25 ans)     | 1               | 0               | 1               | 0               | 0               |
| 21                 | Alan Franco         | Club Atlético Talleres  | 21 août 1998 (24 ans)      | 1               | 0               | 0               | 0               | 0               |
| 23                 | Moisés Caicedo      | Brighton & Hove Albion  | 2 novembre 2001 (21 ans)   | 1               | 0               | 0               | 0               | 0               |
| Attaquants         |                     |                         |                            |                 |                 |                 |                 |                 |
| 11                 | Michael Estrada     | Cruz Azul               | 7 avril 1996 (26 ans)      | 1               | 0               | 0               | 0               | 0               |
| 13                 | Enner Valencia      | Fenerbahçe SK           | 4 novembre 1989 (33 ans)   | 1               | 2               | 0               | 0               | 0               |
| 24                 | Djorkaeff Reasco    | Newell's Old Boys       | 18 janvier 1999 (23 ans)   | 0               | 0               | 0               | 0               | 0               |
| 26                 | Kevin Rodríguez     | Imbabura SC             | 4 mars 2000 (22 ans)       | 1               | 0               | 0               | 0               | 0               |
| Sélectionneur      |                     |                         |                            |                 |                 |                 |                 |                 |
|                    | Gustavo Alfaro      |                         | 14 août 1962 (60 ans)      |                 |                 |                 |                 |                 |

* NB : Les âges sont calculés au début de la Coupe du monde 2022, le 20 novembre 2022.

## Compétition

### Format et tirage au sort
Le tirage au sort de la Coupe du monde a lieu le vendredi 1er avril 2022 au Centre des expositions à Doha. C’est le classement de mars qui est pris en compte, la sélection se classe 46e du classement FIFA, et est placée dans le chapeau 4.

### Premier tour - Groupe A
|   | Équipe   | Pts | J | G | N | P | Bp | Bc | Diff |
| 1 | Pays-Bas | 7   | 3 | 2 | 1 | 0 | 5  | 1  | +4   |
| 2 | Sénégal  | 6   | 3 | 2 | 0 | 1 | 5  | 4  | +1   |
| 3 | Équateur | 4   | 3 | 1 | 1 | 1 | 4  | 3  | +1   |
| 4 | Qatar    | 0   | 3 | 0 | 0 | 3 | 1  | 7  | -6   |

| 1  | 20 novembre 2022 | Qatar    | 0 - 2 | Équateur |
| 2  | 21 novembre 2022 | Sénégal  | 0 - 2 | Pays-Bas |
| 18 | 25 novembre 2022 | Qatar    | 1 - 3 | Sénégal  |
| 19 | 25 novembre 2022 | Pays-Bas | 1 - 1 | Équateur |
| 35 | 29 novembre 2022 | Équateur | 1 - 2 | Sénégal  |
| 36 | 29 novembre 2022 | Pays-Bas | 2 - 0 | Qatar    |

#### Qatar - Équateur
| Match 1 (match d'ouverture)                                  | Qatar   | 0 - 2   | Équateur                                       | Stade Al-Bayt, Al-Khor                                                              |                                                                                     |
| 20 novembre 2022 · 19:00 (UTC+3) · Historique des rencontres |         | (0 - 2) | 16e (pen.) Valencia · 31e Valencia (Preciado ) | Spectateurs : 67 372 Arbitrage : Daniele Orsato Arbitre vidéo : Massimiliano Irrati | Spectateurs : 67 372 Arbitrage : Daniele Orsato Arbitre vidéo : Massimiliano Irrati |
| 20 novembre 2022 · 19:00 (UTC+3) · Historique des rencontres | Rapport |         |                                                | Spectateurs : 67 372 Arbitrage : Daniele Orsato Arbitre vidéo : Massimiliano Irrati | Spectateurs : 67 372 Arbitrage : Daniele Orsato Arbitre vidéo : Massimiliano Irrati |

| Qatar | Équateur |

| QATAR :           |    |                   |     |     |
|                   |    |                   |     |     |
| Gardien de but    | 01 | Saad Al Sheeb     | 15e |     |
|                   | 03 | Abdelkarim Hassan |     |     |
|                   | 16 | Boualem Khoukhi   |     |     |
|                   | 15 | Bassam Al-Rawi    |     |     |
|                   | 14 | Homam Ahmed       |     |     |
|                   | 06 | Abdulaziz Hatem   |     |     |
|                   | 12 | Karim Boudiaf     | 36e |     |
|                   | 02 | Ró-Ró             |     |     |
|                   | 11 | Akram Afif        | 78e |     |
|                   | 19 | Almoez Ali        | 22e | 72e |
|                   | 10 | Hassan Al Haydos  |     | 72e |
| Remplaçants :     |    |                   |     |     |
|                   | 09 | Mohammed Muntari  |     | 72e |
|                   | 04 | Mohammed Waad     |     | 72e |
| Sélectionneur :   |    |                   |     |     |
| Félix Sánchez Bas |    |                   |     |     |

| ÉQUATEUR :      |    |                      |     |     |
|                 |    |                      |     |     |
| Gardien de but  | 01 | Hernán Galíndez      |     |     |
|                 | 07 | Pervis Estupiñán     |     |     |
|                 | 03 | Piero Hincapié       |     |     |
|                 | 02 | Félix Torres         |     |     |
|                 | 17 | Ángelo Preciado      |     |     |
|                 | 10 | Romario Ibarra       |     | 68e |
|                 | 23 | Moisés Caicedo       | 29e | 90e |
|                 | 20 | Jhegson Méndez       | 56e |     |
|                 | 19 | Gonzalo Plata        |     |     |
|                 | 11 | Michael Estrada (en) |     | 90e |
|                 | 13 | Enner Valencia       |     | 77e |
| Remplaçants :   |    |                      |     |     |
|                 | 16 | Jeremy Sarmiento     |     | 68e |
|                 | 05 | José Cifuentes       |     | 77e |
|                 | 26 | Kevin Rodríguez      |     | 90e |
|                 | 21 | Alan Franco          |     | 90e |
| Sélectionneur : |    |                      |     |     |
| Gustavo Alfaro  |    |                      |     |     |

| Assistants : Ciro Carbone Alessandro Giallatini Quatrième arbitre : István Kovács Assistants arbitre vidéo : Paolo Valeri Tomasz Listkiewicz Benoît Millot Homme du Match : Enner Valencia |

#### Pays-Bas - Équateur
| Match 19                                                     | Pays-Bas             | 1 - 1   | Équateur     | Stade international de Khalifa, Doha                                          |                                                                               |
| 25 novembre 2022 · 19:00 (UTC+3) · Historique des rencontres | ( Klaassen) Gakpo 6e | (1 - 0) | 49e Valencia | Spectateurs : 44 833 Arbitrage : Mustapha Ghorbal Arbitre vidéo : Shaun Evans | Spectateurs : 44 833 Arbitrage : Mustapha Ghorbal Arbitre vidéo : Shaun Evans |
| 25 novembre 2022 · 19:00 (UTC+3) · Historique des rencontres | Rapport              |         |              | Spectateurs : 44 833 Arbitrage : Mustapha Ghorbal Arbitre vidéo : Shaun Evans | Spectateurs : 44 833 Arbitrage : Mustapha Ghorbal Arbitre vidéo : Shaun Evans |

| Pays-Bas | Équateur |

| PAYS-BAS :      |    |                  |  |     |
|                 |    |                  |  |     |
| Gardien de but  | 23 | Andries Noppert  |  |     |
|                 | 17 | Daley Blind      |  |     |
|                 | 05 | Nathan Aké       |  |     |
|                 | 04 | Virgil van Dijk  |  |     |
|                 | 02 | Jurriën Timber   |  |     |
|                 | 22 | Denzel Dumfries  |  |     |
|                 | 14 | Davy Klaassen    |  | 69e |
|                 | 21 | Frenkie de Jong  |  |     |
|                 | 20 | Teun Koopmeiners |  | 79e |
|                 | 08 | Cody Gakpo       |  | 79e |
|                 | 07 | Steven Bergwijn  |  | 46e |
| Remplaçants :   |    |                  |  |     |
|                 | 10 | Memphis Depay    |  | 46e |
|                 | 11 | Steven Berghuis  |  | 69e |
|                 | 19 | Wout Weghorst    |  | 79e |
|                 | 15 | Marten de Roon   |  | 79e |
| Sélectionneur : |    |                  |  |     |
| Louis van Gaal  |    |                  |  |     |

| ÉQUATEUR :      |    |                  |     |     |
|                 |    |                  |     |     |
| Gardien de but  | 01 | Hernán Galíndez  |     |     |
|                 | 07 | Pervis Estupiñán |     |     |
|                 | 03 | Piero Hincapié   |     |     |
|                 | 02 | Félix Torres     |     |     |
|                 | 25 | Jackson Porozo   |     |     |
|                 | 17 | Ángelo Preciado  |     |     |
|                 | 11 | Michael Estrada  |     | 74e |
|                 | 23 | Moisés Caicedo   |     |     |
|                 | 20 | Jhegson Méndez   | 57e |     |
|                 | 19 | Gonzalo Plata    |     | 90e |
|                 | 13 | Enner Valencia   |     | 90e |
| Remplaçants :   |    |                  |     |     |
|                 | 16 | Jeremy Sarmiento |     | 74e |
|                 | 10 | Romario Ibarra   |     | 90e |
|                 | 26 | Kevin Rodríguez  |     | 90e |
| Sélectionneur : |    |                  |     |     |
| Gustavo Alfaro  |    |                  |     |     |

| Assistants : Mokrane Gourari Abdelhak Etchiali Quatrième arbitre : Saíd Martínez Assistants arbitre vidéo : Rédouane Jiyed Ashley Beecham Muhammad Taqi Homme du Match : Frenkie de Jong |

#### Équateur - Sénégal
| Match 35                                                     | Équateur              | 1 - 2   | Sénégal                            | Stade international de Khalifa, Doha                                           |                                                                                |
| 29 novembre 2022 · 18:00 (UTC+3) · Historique des rencontres | ( Torres) Caicedo 68e | (0 - 1) | 44e (pen.) I. Sarr · 70e Koulibaly | Spectateurs : 44 569 Arbitrage : Clément Turpin Arbitre vidéo : Jérôme Brisard | Spectateurs : 44 569 Arbitrage : Clément Turpin Arbitre vidéo : Jérôme Brisard |
| 29 novembre 2022 · 18:00 (UTC+3) · Historique des rencontres | Rapport               |         |                                    | Spectateurs : 44 569 Arbitrage : Clément Turpin Arbitre vidéo : Jérôme Brisard | Spectateurs : 44 569 Arbitrage : Clément Turpin Arbitre vidéo : Jérôme Brisard |

| Équateur | Sénégal |

| ÉQUATEUR :      |    |                  |  |     |
|                 |    |                  |  |     |
| Gardien de but  | 01 | Hernán Galíndez  |  |     |
|                 | 07 | Pervis Estupiñán |  |     |
|                 | 03 | Piero Hincapié   |  |     |
|                 | 02 | Félix Torres     |  |     |
|                 | 17 | Ángelo Preciado  |  | 85e |
|                 | 08 | Carlos Gruezo    |  | 46e |
|                 | 23 | Moisés Caicedo   |  |     |
|                 | 21 | Alan Franco      |  | 46e |
|                 | 13 | Enner Valencia   |  |     |
|                 | 11 | Michael Estrada  |  | 64e |
|                 | 19 | Gonzalo Plata    |  |     |
| Remplaçants :   |    |                  |  |     |
|                 | 05 | José Cifuentes   |  | 46e |
|                 | 16 | Jeremy Sarmiento |  | 46e |
|                 | 24 | Djorkaeff Reasco |  | 64e |
|                 | 25 | Jackson Porozo   |  | 85e |
| Sélectionneur : |    |                  |  |     |
| Gustavo Alfaro  |    |                  |  |     |

| SÉNÉGAL :       |    |                   |     |       |
|                 |    |                   |     |       |
| Gardien de but  | 16 | Édouard Mendy     |     |       |
|                 | 14 | Ismail Jakobs     |     |       |
|                 | 22 | Abdou Diallo      |     |       |
|                 | 03 | Kalidou Koulibaly |     |       |
|                 | 21 | Youssouf Sabaly   |     |       |
|                 | 11 | Pathé Ciss        |     | 74e   |
|                 | 26 | Pape Gueye        |     |       |
|                 | 05 | Idrissa Gueye     | 66e |       |
|                 | 18 | Ismaïla Sarr      |     |       |
|                 | 09 | Boulaye Dia       |     | 90+5e |
|                 | 13 | Iliman Ndiaye     |     | 74e   |
| Remplaçants :   |    |                   |     |       |
|                 | 06 | Nampalys Mendy    |     | 74e   |
|                 | 20 | Bamba Dieng       |     | 74e   |
|                 | 04 | Pape Abou Cissé   |     | 90+5e |
| Sélectionneur : |    |                   |     |       |
| Aliou Cissé     |    |                   |     |       |

| Assistants : Nicolas Danos Cyril Gringore Quatrième arbitre : István Kovács Assistants arbitre vidéo : Benoît Millot Ciro Carbone Drew Fischer Homme du Match : Kalidou Koulibaly |

## Statistiques

### Temps de jeu
| Joueur              | |    |    | TT | But inscrit | Passe décisive | MJ | MT | Légende |
| ------------------- | --- | -- | -- | -- | ----------- | -------------- | -- | -- | ------- |
| Gardiens            | Abréviations et symboles : · TT : Total de minutes jouées · MJ : Nombre de matchs joués · MT : Matchs joués en tant que titulaire · : but · : passe décisive · : joueur entré · : joueur remplacé · : capitaine · : carton jaune · : carton rouge · |    |    |    |             |                |    |    |         |
| Alexander Domínguez | Abréviations et symboles : · TT : Total de minutes jouées · MJ : Nombre de matchs joués · MT : Matchs joués en tant que titulaire · : but · : passe décisive · : joueur entré · : joueur remplacé · : capitaine · : carton jaune · : carton rouge · | -  | -  | -  | -           | -              | -  | -  | -       |
| Hernán Galíndez     | Abréviations et symboles : · TT : Total de minutes jouées · MJ : Nombre de matchs joués · MT : Matchs joués en tant que titulaire · : but · : passe décisive · : joueur entré · : joueur remplacé · : capitaine · : carton jaune · : carton rouge · | 90 | 90 | 90 | 270         | -              | -  | 3  | 3       |
| Moisés Ramírez      | Abréviations et symboles : · TT : Total de minutes jouées · MJ : Nombre de matchs joués · MT : Matchs joués en tant que titulaire · : but · : passe décisive · : joueur entré · : joueur remplacé · : capitaine · : carton jaune · : carton rouge · | -  | -  | -  | -           | -              | -  | -  | -       |
| Défenseurs          | Abréviations et symboles : · TT : Total de minutes jouées · MJ : Nombre de matchs joués · MT : Matchs joués en tant que titulaire · : but · : passe décisive · : joueur entré · : joueur remplacé · : capitaine · : carton jaune · : carton rouge · |    |    |    |             |                |    |    |         |
| Robert Arboleda     | Abréviations et symboles : · TT : Total de minutes jouées · MJ : Nombre de matchs joués · MT : Matchs joués en tant que titulaire · : but · : passe décisive · : joueur entré · : joueur remplacé · : capitaine · : carton jaune · : carton rouge · | -  | -  | -  | -           | -              | -  | -  | -       |
| Xavier Arreaga      | Abréviations et symboles : · TT : Total de minutes jouées · MJ : Nombre de matchs joués · MT : Matchs joués en tant que titulaire · : but · : passe décisive · : joueur entré · : joueur remplacé · : capitaine · : carton jaune · : carton rouge · | -  | -  | -  | -           | -              | -  | -  | -       |
| Pervis Estupiñán    | Abréviations et symboles : · TT : Total de minutes jouées · MJ : Nombre de matchs joués · MT : Matchs joués en tant que titulaire · : but · : passe décisive · : joueur entré · : joueur remplacé · : capitaine · : carton jaune · : carton rouge · | 90 | 90 | 90 | 270         | -              | -  | 3  | 3       |
| Piero Hincapié      | Abréviations et symboles : · TT : Total de minutes jouées · MJ : Nombre de matchs joués · MT : Matchs joués en tant que titulaire · : but · : passe décisive · : joueur entré · : joueur remplacé · : capitaine · : carton jaune · : carton rouge · | 90 | 90 | 90 | 270         | -              | -  | 3  | 3       |
| William Pacho       | Abréviations et symboles : · TT : Total de minutes jouées · MJ : Nombre de matchs joués · MT : Matchs joués en tant que titulaire · : but · : passe décisive · : joueur entré · : joueur remplacé · : capitaine · : carton jaune · : carton rouge · | -  | -  | -  | -           | -              | -  | -  | -       |
| Diego Palacios      | Abréviations et symboles : · TT : Total de minutes jouées · MJ : Nombre de matchs joués · MT : Matchs joués en tant que titulaire · : but · : passe décisive · : joueur entré · : joueur remplacé · : capitaine · : carton jaune · : carton rouge · | -  | -  | -  | -           | -              | -  | -  | -       |
| Jackson Porozo      | Abréviations et symboles : · TT : Total de minutes jouées · MJ : Nombre de matchs joués · MT : Matchs joués en tant que titulaire · : but · : passe décisive · : joueur entré · : joueur remplacé · : capitaine · : carton jaune · : carton rouge · | -  | 90 | 5  | 95          | -              | -  | 2  | 1       |
| Ángelo Preciado     | Abréviations et symboles : · TT : Total de minutes jouées · MJ : Nombre de matchs joués · MT : Matchs joués en tant que titulaire · : but · : passe décisive · : joueur entré · : joueur remplacé · : capitaine · : carton jaune · : carton rouge · | 90 | 90 | 85 | 265         | -              | 1  | 3  | 3       |
| Félix Torres        | Abréviations et symboles : · TT : Total de minutes jouées · MJ : Nombre de matchs joués · MT : Matchs joués en tant que titulaire · : but · : passe décisive · : joueur entré · : joueur remplacé · : capitaine · : carton jaune · : carton rouge · | 90 | 90 | 90 | 270         | -              | 1  | 3  | 3       |
| Milieux             | Abréviations et symboles : · TT : Total de minutes jouées · MJ : Nombre de matchs joués · MT : Matchs joués en tant que titulaire · : but · : passe décisive · : joueur entré · : joueur remplacé · : capitaine · : carton jaune · : carton rouge · |    |    |    |             |                |    |    |         |
| Moisés Caicedo      | Abréviations et symboles : · TT : Total de minutes jouées · MJ : Nombre de matchs joués · MT : Matchs joués en tant que titulaire · : but · : passe décisive · : joueur entré · : joueur remplacé · : capitaine · : carton jaune · : carton rouge · | 90 | 90 | 90 | 270         | 1              | -  | 3  | 3       |
| José Cifuentes      | Abréviations et symboles : · TT : Total de minutes jouées · MJ : Nombre de matchs joués · MT : Matchs joués en tant que titulaire · : but · : passe décisive · : joueur entré · : joueur remplacé · : capitaine · : carton jaune · : carton rouge · | 13 | -  | 44 | 57          | -              | -  | 2  | -       |
| Alan Franco         | Abréviations et symboles : · TT : Total de minutes jouées · MJ : Nombre de matchs joués · MT : Matchs joués en tant que titulaire · : but · : passe décisive · : joueur entré · : joueur remplacé · : capitaine · : carton jaune · : carton rouge · | 0  | -  | 46 | 46          | -              | -  | 2  | 1       |
| Carlos Gruezo       | Abréviations et symboles : · TT : Total de minutes jouées · MJ : Nombre de matchs joués · MT : Matchs joués en tant que titulaire · : but · : passe décisive · : joueur entré · : joueur remplacé · : capitaine · : carton jaune · : carton rouge · | -  | -  | 46 | 46          | -              | -  | 1  | 1       |
| Romario Ibarra      | Abréviations et symboles : · TT : Total de minutes jouées · MJ : Nombre de matchs joués · MT : Matchs joués en tant que titulaire · : but · : passe décisive · : joueur entré · : joueur remplacé · : capitaine · : carton jaune · : carton rouge · | 68 | 0  | -  | 68          | -              | -  | 2  | 1       |
| Jhegson Méndez      | Abréviations et symboles : · TT : Total de minutes jouées · MJ : Nombre de matchs joués · MT : Matchs joués en tant que titulaire · : but · : passe décisive · : joueur entré · : joueur remplacé · : capitaine · : carton jaune · : carton rouge · | 90 | 90 | -  | 180         | -              | -  | 2  | 2       |
| Ángel Mena          | Abréviations et symboles : · TT : Total de minutes jouées · MJ : Nombre de matchs joués · MT : Matchs joués en tant que titulaire · : but · : passe décisive · : joueur entré · : joueur remplacé · : capitaine · : carton jaune · : carton rouge · | -  | -  | -  | -           | -              | -  | -  | -       |
| Gonzalo Plata       | Abréviations et symboles : · TT : Total de minutes jouées · MJ : Nombre de matchs joués · MT : Matchs joués en tant que titulaire · : but · : passe décisive · : joueur entré · : joueur remplacé · : capitaine · : carton jaune · : carton rouge · | 90 | 90 | 90 | 270         | -              | -  | 3  | 3       |
| Ayrton Preciado     | Abréviations et symboles : · TT : Total de minutes jouées · MJ : Nombre de matchs joués · MT : Matchs joués en tant que titulaire · : but · : passe décisive · : joueur entré · : joueur remplacé · : capitaine · : carton jaune · : carton rouge · | -  | -  | -  | -           | -              | -  | -  | -       |
| Jeremy Sarmiento    | Abréviations et symboles : · TT : Total de minutes jouées · MJ : Nombre de matchs joués · MT : Matchs joués en tant que titulaire · : but · : passe décisive · : joueur entré · : joueur remplacé · : capitaine · : carton jaune · : carton rouge · | 22 | 16 | 44 | 82          | -              | -  | 3  | -       |
| Attaquants          | Abréviations et symboles : · TT : Total de minutes jouées · MJ : Nombre de matchs joués · MT : Matchs joués en tant que titulaire · : but · : passe décisive · : joueur entré · : joueur remplacé · : capitaine · : carton jaune · : carton rouge · |    |    |    |             |                |    |    |         |
| Michael Estrada     | Abréviations et symboles : · TT : Total de minutes jouées · MJ : Nombre de matchs joués · MT : Matchs joués en tant que titulaire · : but · : passe décisive · : joueur entré · : joueur remplacé · : capitaine · : carton jaune · : carton rouge · | 90 | 74 | 64 | 228         | -              | -  | 3  | 3       |
| Djorkaeff Reasco    | Abréviations et symboles : · TT : Total de minutes jouées · MJ : Nombre de matchs joués · MT : Matchs joués en tant que titulaire · : but · : passe décisive · : joueur entré · : joueur remplacé · : capitaine · : carton jaune · : carton rouge · | -  | -  | 26 | 26          | -              | -  | 1  | -       |
| Kévin Rodrigues     | Abréviations et symboles : · TT : Total de minutes jouées · MJ : Nombre de matchs joués · MT : Matchs joués en tant que titulaire · : but · : passe décisive · : joueur entré · : joueur remplacé · : capitaine · : carton jaune · : carton rouge · | 0  | 0  | -  | 0           | -              | -  | 2  | -       |
| Enner Valencia      | Abréviations et symboles : · TT : Total de minutes jouées · MJ : Nombre de matchs joués · MT : Matchs joués en tant que titulaire · : but · : passe décisive · : joueur entré · : joueur remplacé · : capitaine · : carton jaune · : carton rouge · | 77 | 90 | 90 | 257         | 3              | -  | 3  | 3       |
| Total               | Abréviations et symboles : · TT : Total de minutes jouées · MJ : Nombre de matchs joués · MT : Matchs joués en tant que titulaire · : but · : passe décisive · : joueur entré · : joueur remplacé · : capitaine · : carton jaune · : carton rouge · |    |    |    |             |                |    |    |         |
| Équipe d'Équateur   | Abréviations et symboles : · TT : Total de minutes jouées · MJ : Nombre de matchs joués · MT : Matchs joués en tant que titulaire · : but · : passe décisive · : joueur entré · : joueur remplacé · : capitaine · : carton jaune · : carton rouge · | 90 | 90 | 90 | 270         | 4              | 2  | 3  | -       |

| Buts | Joueurs        | Adversaires         |
| ---- | -------------- | ------------------- |
| 3    | Enner Valencia | Qatar (2), Pays-Bas |
| 1    | Moisés Caicedo | Sénégal             |

| Passes | Joueurs         | Adversaires |
| ------ | --------------- | ----------- |
| 1      | Ángelo Preciado | Qatar       |
| 1      | Félix Torres    | Sénégal     |